# Mike Russow
Michael Russow (Chicago, 9 de novembro de 1976) é um lutador americano de MMA, luta Ultimate Fighting Championship e já lutou em outros grandes eventos como Adrenaline MMA e o Pride FC. Atualmente, Russow treina na DeathClutch junto com o ex-campeão mundial dos pesos pesados do UFC Brock Lesnar.

## Ultimate Fighting Championship
Russow assinou com o UFC em 2009 e fez sua estréia contra Justin McCully no UFC 102. Ele venceu por decisão unânime (29-28, 30-26, 30-27).
No UFC 114, Russow derrotou por incrível nocaute Todd Duffee. No combate, Duffee vinha muito motivado pelo fato de ter conseguido o nocaute mais rápido da história do UFC, enquanto Russsow aparecia como o azarão. No 1º round, Duffe se aproveitou de sua velocidade para imprimir o ritmo da luta acertando vários diretos e cruzados, enquanto Russow procurava por uma abertura para derrubar. No 2º round e no início do 3º, Duffee voltou a ser extremamente agressivo acertando vários socos e quebrando o nariz de Russow, no meio do 3º round Russow acertou sua única combinação de golpes durante toda a luta, com um forte gancho e um cruzado nocauteou Duffee que após o nocaute perguntou a árbitro Herb Dean o que havia acontecido. Após um vitória de virada e por nocaute, Russow faturou o prêmio de "Nocaute da Noite".
Russow lutou contra o ex-integrante do TUF 10 e parceiro de treino na DeathClutch Jon Madsen, em 26 de março de 2011 no UFC Fight Night 24.

## Cartel no MMA
| Res.    | Cartel   | Oponente          | Método                                  | Evento                               | Data       | Round | Tempo | Local                        | Notas             |
| ------- | -------- | ----------------- | --------------------------------------- | ------------------------------------ | ---------- | ----- | ----- | ---------------------------- | ----------------- |
| Derrota | 15-3 (1) | Shawn Jordan      | Nocaute Técnico (socos)                 | UFC on Fox: Johnson vs. Dodson       | 26/01/2013 | 2     | 3:48  | Chicago, Illinois            |                   |
| Derrota | 15–2 (1) | Fabricio Werdum   | Nocaute Técnico (socos)                 | UFC 147: Silva vs. Franklin II       | 23/06/2012 | 1     | 2:28  | Belo Horizonte, Minas Gerais |                   |
| Vitória | 15–1 (1) | John-Olav Einemo  | Decisão (unânime)                       | UFC on Fox: Evans vs. Davis          | 28/01/2012 | 3     | 5:00  | Chicago, Illinois            |                   |
| Vitória | 14-1 (1) | Jon Madsen        | Nocaute Técnico (interrupção médica)    | UFC Fight Night: Nogueira vs. Davis  | 26/03/2011 | 2     | 5:00  | Seattle, Washington          |                   |
| Vitória | 13-1 (1) | Todd Duffee       | Nocaute (soco)                          | UFC 114: Rampage vs. Evans           | 29/05/2010 | 3     | 2:33  | Las Vegas, Nevada]           | Nocaute da Noite. |
| Vitória | 12-1 (1) | Justin McCully    | Decisão (unânime)                       | UFC 102: Couture vs. Nogueira        | 29/08/2009 | 3     | 5:00  | Portland, Oregon             | Estréia no UFC    |
| Vitória | 11-1 (1) | Braden Bice       | Finalização (estrangulamento norte/sul) | Adrenaline MMA 2: Miletich vs. Denny | 11/12/2008 | 1     | 1:13  | Moline, Illinois             |                   |
| Vitória | 10-1 (1) | Jason Guida       | Finalização (guilhotina)                | Adrenaline MMA: Guida vs. Russow     | 14/06/2008 | 1     | 2:13  | Hoffman Estates, Illinois    |                   |
| Vitória | 9-1 (1)  | Roman Zentsov     | Finalização (estrangulamento norte/sul) | Yarennoka!                           | 31/12/2007 | 1     | 2:58  | Saitama                      |                   |
| Vitória | 8-1 (1)  | Steve Campbell    | Finalização (triângulo de braço)        | XFO 21                               | 01/12/2007 | 2     | 4:32  | Lakemoor, Illinois           |                   |
| Vitória | 7-1 (1)  | Pat Harmon        | Nocaute (soco)                          | Bourbon Street Brawl 4               | 25/07/2007 | 1     | 2:10  | Chicago, Illinois            |                   |
| Vitória | 6-1 (1)  | Demian Decorah    | Finalização (kimura)                    | XFO 18                               | 30/06/2007 | 1     | 2:54  | Wisconsin Dells, Wisconsin   |                   |
| Vitória | 5-1 (1)  | Scott Harper      | Finalização (americana)                 | XFO 16                               | 05/05/2007 | 1     | 0:32  | Lakemoor, Illinois           |                   |
| Derrota | 4-1 (1)  | Sergei Kharitonov | Finalização (chave de braço)            | Pride 33: Second Coming              | 24/02/2007 | 1     | 3:46  | Las Vegas, Nevada            |                   |
| Vitória | 4-0 (1)  | Steve Conkel      | Finalização (mata leão)                 | Bourbon Street Brawl 2               | 24/01/2007 | 1     | 1:00  | Chicago, Illinois            |                   |
| Vitória | 3-0 (1)  | Chris Harrison    | Finalização (americana)                 | XFO 14                               | 09/12/2006 | 1     | 1:11  | Lakemoor, Illinois           |                   |
| Vitória | 2-0 (1)  | Brandon Quigley   | Nocaute (socos)                         | Combat - Do Fighting Challenge 7     | 22/04/2006 | 1     | 0:18  | Cicero, Illinois             |                   |
| NC      | 1-0 (1)  | Ed Meyer          | Sem Resultado                           | Combat - Do Fighting Challenge 6     | 25/02/2006 | N/A   | N/A   | Mokena, Illinois             |                   |
| Vitória | 1-0      | Nate Schroeder    | Decisão (unânime)                       | JKD - Challenge 1                    | 25/04/1998 | 3     | 5:00  | Chicago, Illinois            |                   |